# Кассандаловская башня
Кассандаловская башня (Артишевская, Козадоловская, Козодавленская, Козодаловская) — одна из несохранившихся до наших дней башен Смоленской крепостной стены.

## Местонахождение и внешний вид
Кассандаловская башня находилась на месте нынешнего музея «Смоленщина в годы Великой Отечественной войны 1941—1945 годов» в Сквере Памяти Героев, между башней Донец (сохранилась) и безымянной малой четырёхугольной башней (не сохранилась). Представляла собой круглую глухую башню. Прясла стены у бывшей башни активно реставрируются.

## История
Кассандаловская башня была полностью разрушена в ночь с 4 на 5 ноября 1812 года (по новому стилю — 17 ноября) оставляющими Смоленск войсками императора Наполеона I. В 1830-х годах пролом на месте башни был засыпан, в результате этого образовался земляной вал. В 1911—1912 годах на её месте было построено здание третьего городского начального училища, которое до Октябрьской революции 1917 года носило название «Памяти Отечественной войны 1812 года». В послевоенные годы, 24 сентября 1973 года, в здании был открыт музей «Смоленщина в годы Великой Отечественной войны», существующий и по сей день.